# General de Ingenieros

Insignia de hombro.

General der Pioniere (General de Ingenieros) fue un rango del generalato del Ejército alemán en la Alemania Nazi. Hasta el fin de la II Guerra Mundial en 1945, este oficial en particular tenía un rango de nivel de tres estrellas (OF-8), equivalente a teniente general del ejército de EE. UU.

## Lista de oficiales que fueron General der Pioniere
- Otto-Wilhelm Förster (1885-1966)
- Erwin Jaenecke (1890-1960)
- Alfred Jacob (1883-1963)
- Walter Kuntze (1883-1960)
- Karl Sachs (1886-1952/53) (murió en el gulag soviético)
- Otto Tiemann (1890-1952)

- Datos: Q478310